# Zgromadzenie Narodowe (Burkina Faso)

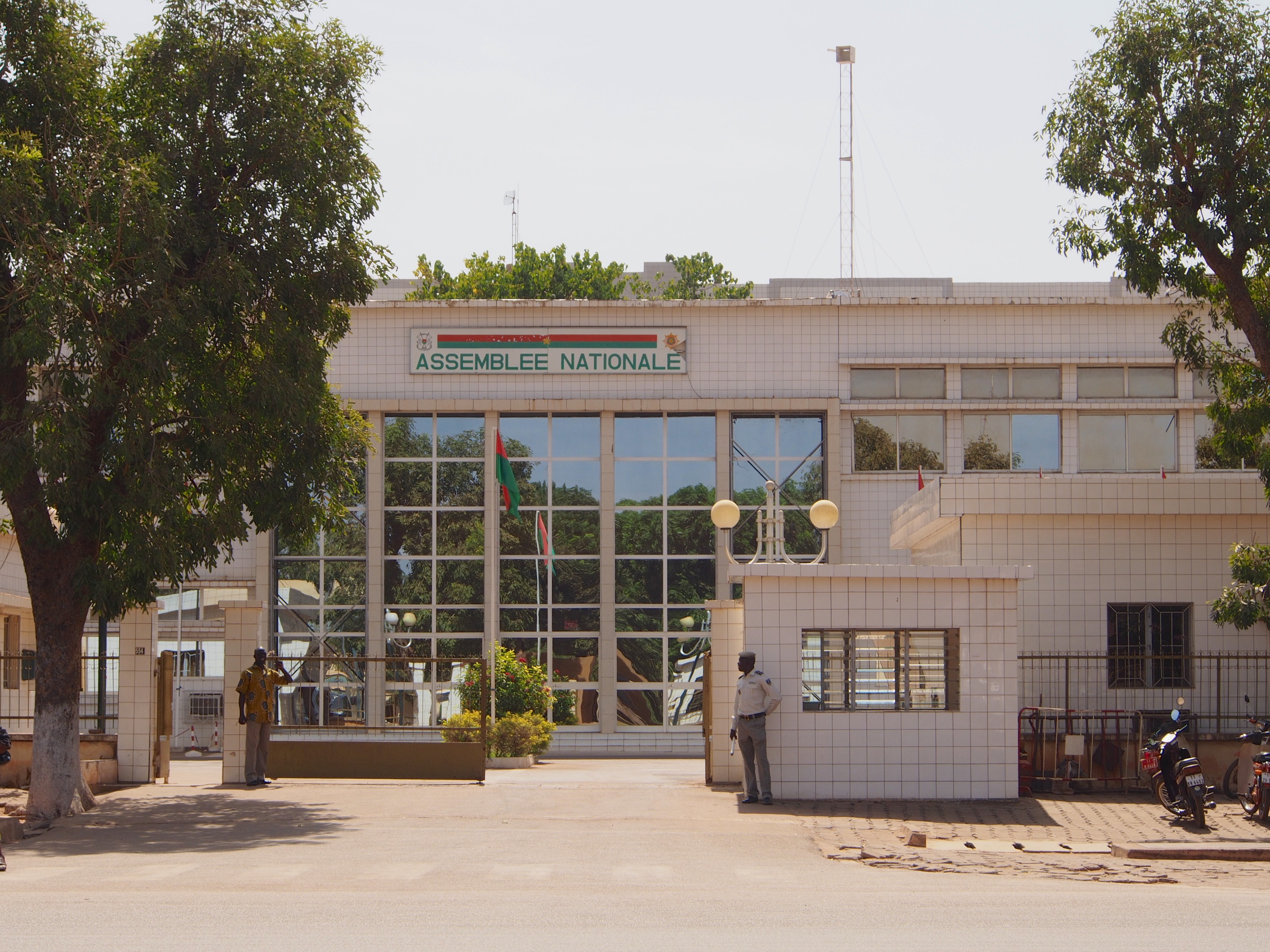
Zgromadzenie Narodowe, Ouagadougou

Zgromadzenie Narodowe (fr. Assemblée nationale) – jednoizbowy parlament Burkina Faso, składający się ze 127 (2012) deputowanych wybieranych na pięcioletnią kadencję. W wyborach stosuje się ordynację proporcjonalną. 96 mandatów obsadzanych jest w trzynastu wielomandatowych okręgach wyborczych, o granicach pokrywających się z trzynastoma regionami administracyjnymi kraju. Pozostałych 15 deputowanych pochodzi z list ogólnokrajowych. 
Czynne prawo wyborcze przysługuje obywatelom Burkina Faso mającym ukończone 18 lat i uregulowany stosunek do służby wojskowej. Dodatkowo głosować mogą cudzoziemcy, którzy od co najmniej 10 lat mieszkają i pracują w Burkina Faso. Kandydaci muszą mieć ukończone 21 lat i posiadać obywatelstwo Burkina Faso. Obywatele naturalizowani mogą startować w wyborach dopiero po upływie dziesięciu lat od ich naturalizacji.

Zgromadzenie Narodowe 2012